# Templo Maçônico de Santa Cruz de Tenerife

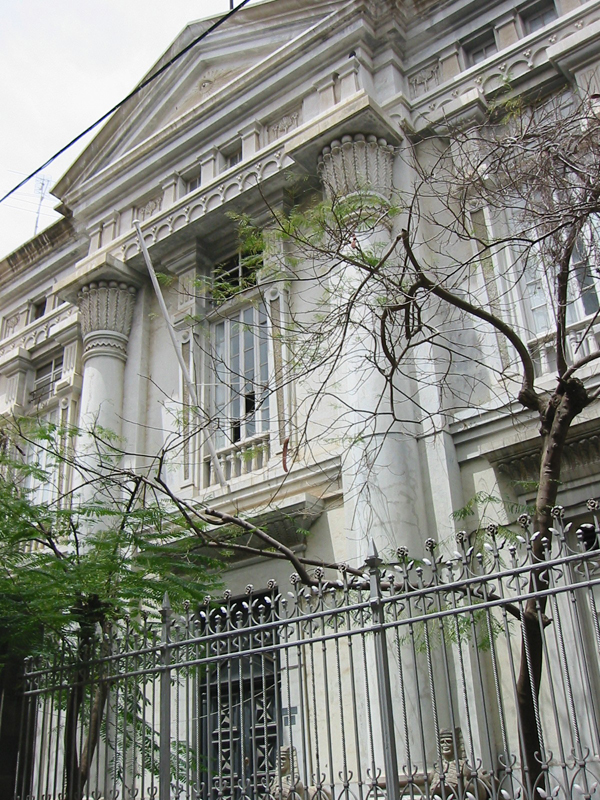

O Templo Maçônico [BR]  ou Maçónico [PT]  Histórico de Santa Cruz de Tenerife é um templo maçônico localizado na cidade de Santa Cruz de Tenerife (Tenerife, ilhas Canárias, Espanha).
O edifício foi construído entre 1899 e 1902, no entanto, a fachada não foi definitivamente concluída até 1923. É considerado um dos principais templos maçônicos de Espanha e o primeiro das ilhas Canárias. Tem um simbolismo forte, especialmente de inspiração egípcia. Durante a ditadura de Francisco Franco, o templo esteve fechado, no entanto, não foi destruído, como aconteceu com outros templos maçônicos no resto da Espanha.
O templo foi declarado um monumento cultural e está sendo restaurado.

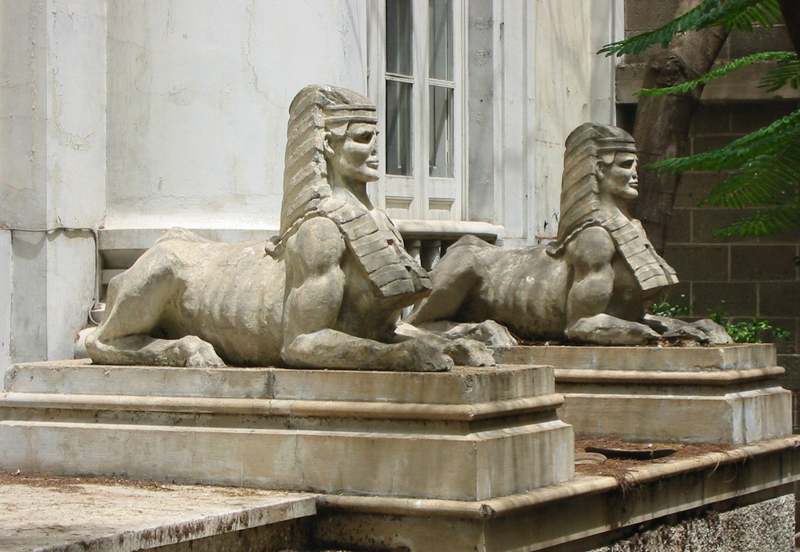
Esfinges
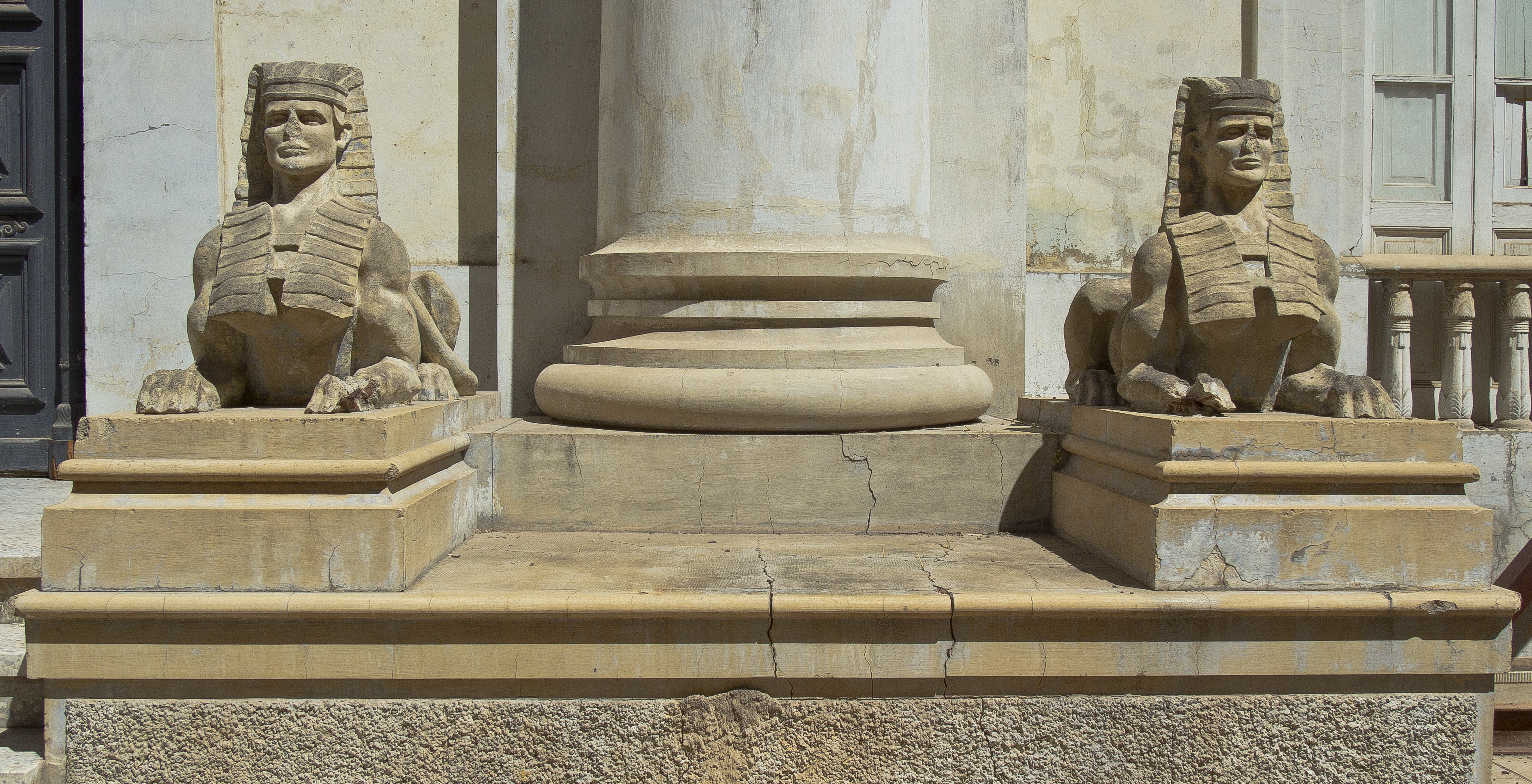
Esfinge de frente
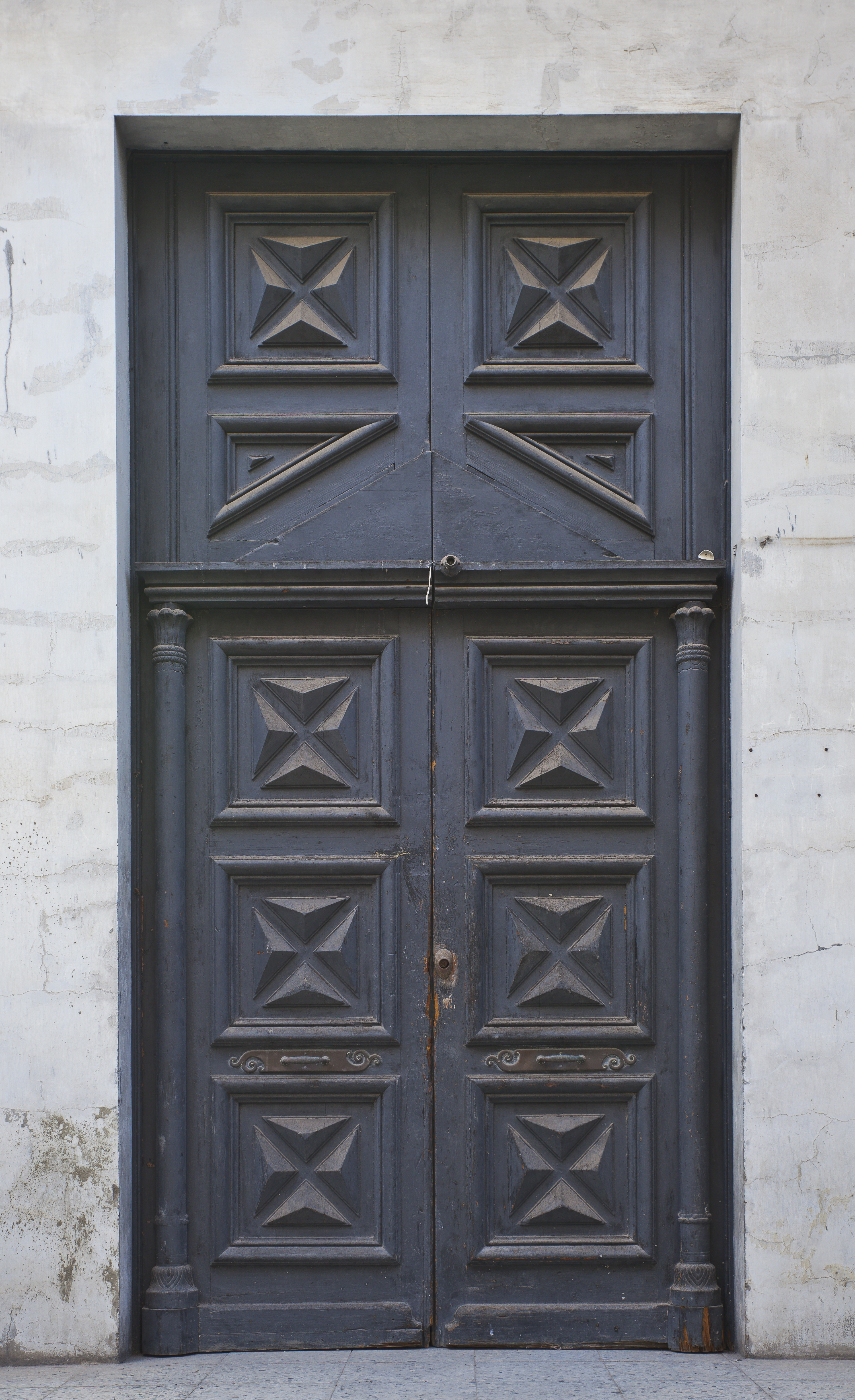
Portão Frontal
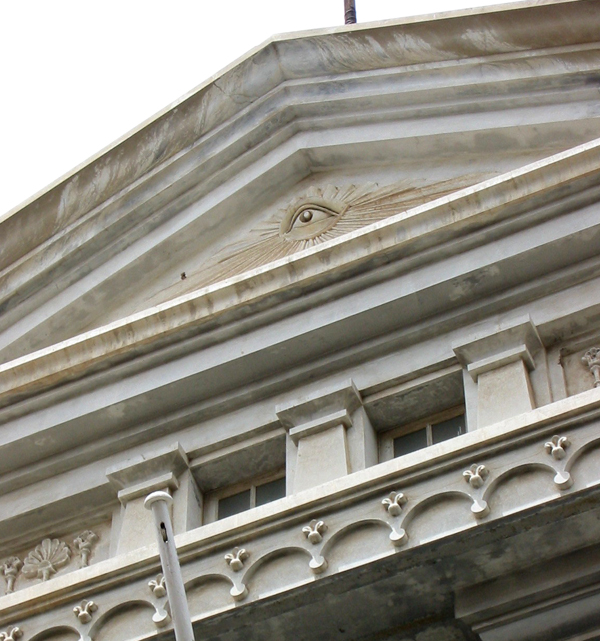
Olho que tudo vê
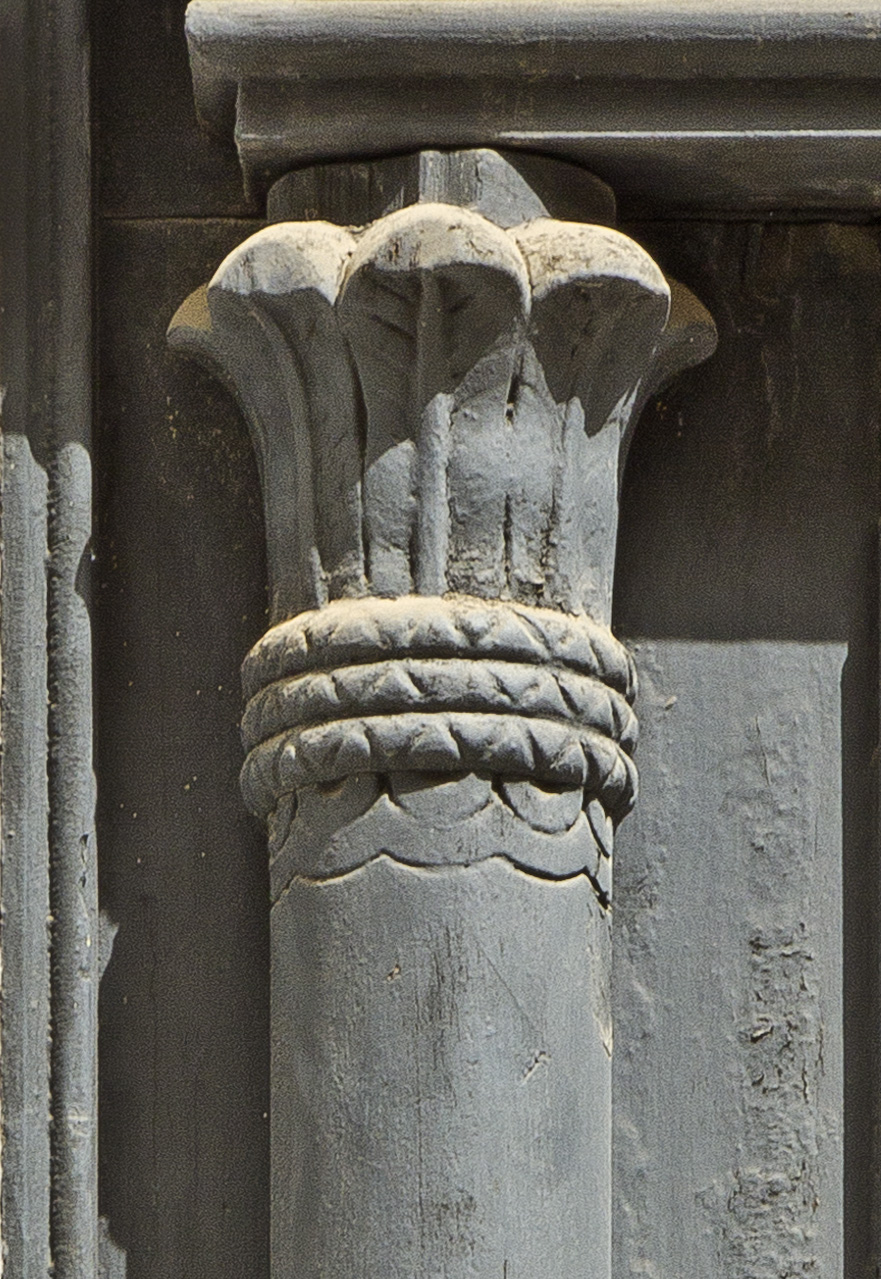
Detalhe de coluna
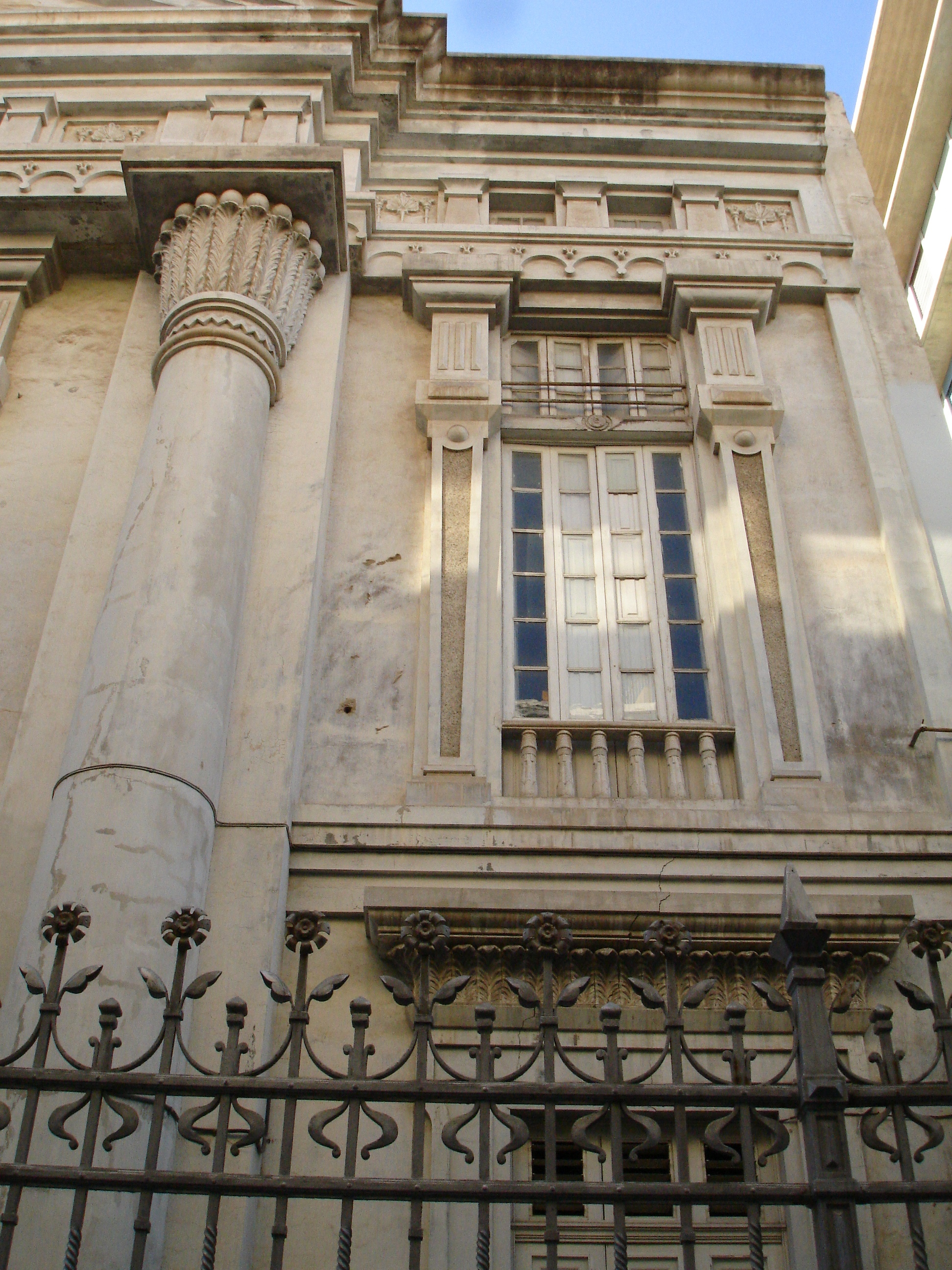
Janela do templo